# 鳞片水麻
鳞片水麻（学名：Debregeasia squamata）为荨麻科水麻属的植物。分布于越南、马来西亚以及中国大陆的贵州、海南、云南、广西、广东、福建等地，生长于海拔150米至1,500米的地区，常生于溪谷两岸阴湿的灌丛中，目前尚未由人工引种栽培。

## 别名
大血吉（广东） 野苎麻（海南琼中） 山苎麻、山草麻、山野麻（广西）